# Kai Reus
Kai Lieuwe Reus (Winkel, 11 marzo 1985) è un ex ciclista su strada e pistard olandese, campione del mondo juniors in linea nel 2003 e poi professionista dal 2006 al 2016.

## Carriera
Dopo aver vinto il titolo di campione del mondo juniors in linea nel 2003, Reus passò professionista nel 2004 con la Rabobank GS3. Dopo un primo anno d'ambientamento, nel quale peraltro vinse due corse, mise in mostra le proprie doti, vincendo per due volte consecutive il Tour de Normandie (nel 2005 e nel 2006), imponendosi nel Grand Prix Pino Cerami e nella Internationale Thüringen Rundfahrt nel 2005 e l'anno dopo nella Liegi-Bastogne-Liegi Under-23 e nei campionati olandesi su strada Under-23 sia in linea che a cronometro.
Tali prestazioni gli permisero di accedere alla prima squadra della Rabobank già nel luglio della stagione 2006. Qui però non riuscì a confermare le sue prestazioni precedenti, anche a causa di vari infortuni e incidenti, tanto che per una parte della stagione 2008 dovette tornare a correre con la formazione satellite. Rimase a secco di vittorie per tre stagioni fino al 2009, quando vinse una tappa del Tour of Britain. Al termine della stagione successiva, che gli venne in parte rovinata dalla mononucleosi, decise di prendersi un periodo di ritiro.
Tornò alle corse nel giugno del 2011, firmando con la piccola squadra olandese Cyclingteam De Rijke ed ottenendo subito una vittoria di tappa nel Mi-Août en Bretagne. Per la stagione 2012 si trasferì tra le file della formazione statunitense UnitedHealthcare Pro Cycling Team, e in agosto si aggiudicò la settima tappa della Volta a Portugal, con arrivo a Sabugal. Nel 2013 ritornò alla De Rijke, nelle due stagioni seguenti vestì invece le divise di Parkhotel Valkenburg Continental Team e Veranda's Willems, senza però ottenere risultati di rilievo. Nel 2016 passò al team Professional Roompot Oranje Peloton, concludendo la carriera agonistica a fine stagione.

## Palmarès
- 2002 (Juniores)

Trofee van Vlaanderen Reningelst
- 2003 (Juniores)

Campionati del mondo, Prova in linea Juniores
Campionati olandesi, Prova a cronometro Juniores
Junior Tour of Ireland
- 2004 (Rabobank GS3, due vittorie)

1ª tappa Grand Prix Tell (Sempach)
Classifica generale Triptyque des Barrages
- 2005 (Rabobank Continental, sette vittorie)

4ª tappa Tour de Normandie (Flers > Domfront)
Classifica generale Tour de Normandie
Grand Prix Pino Cerami
2ª tappa Internationale Thüringen Rundfahrt (Schleiz > Sondershausen)
Classifica generale Internationale Thüringen Rundfahrt
3ª tappa Circuito Montañés (Laredo > Camargo)
5ª tappa, 2ª semitappa Circuito Montañés (El Astillero)
- 2006 (Rabobank Continental, sette vittorie)

Prologo Tour de Normandie (Colombelles)
5ª tappa Tour de Normandie (Flers > Domfront)
Classifica generale Tour de Normandie
Ronde van Noord-Holland
Liegi-Bastogne-Liegi Under-23
Campionati olandesi, Prova in linea Under-23
Campionati olandesi, Prova a cronometro Under-23
- 2009 (Rabobank, una vittoria)

2ª tappa Tour of Britain (Darlington > Newcastle)
- 2011 (Cyclingteam De Rijke, una vittoria)

1ª tappa Mi-Août en Bretagne (Plouëc-du-Trieux > Pontrieux)
- 2012 (UnitedHealthcare Pro Cycling Team, una vittoria)

7ª tappa Volta a Portugal (Gouveia > Sabugal)

## Piazzamenti

### Classiche monumento
- Giro delle Fiandre

2016: ritirato

### Competizioni mondiali
- Campionati del mondo

Hamilton 2003 - Cronometro Juniors: 20º
Hamilton 2003 - In linea Juniors: vincitore
Verona 2004 - Cronometro Under-23: 30º
Verona 2004 - In linea Under-23: ritirato
Madrid 2005 - Cronometro Under-23: 33º
Madrid 2005 - In linea Under-23: 61º